# Edward Fitzalan-Howard, 18:e hertig av Norfolk
Edward William Fitzalan-Howard, 18:e hertig av Norfolk, född 2 december 1956, titulerad Earl av Arundel åren 1975–2002, är en brittisk aristokrat som sedan 2002 innehar ämbetet Earl Marshal. På positionen har han varit huvudansvarig för Elizabeth II:s statsbegravning samt kröningen av Charles III och Camilla.

## Biografi

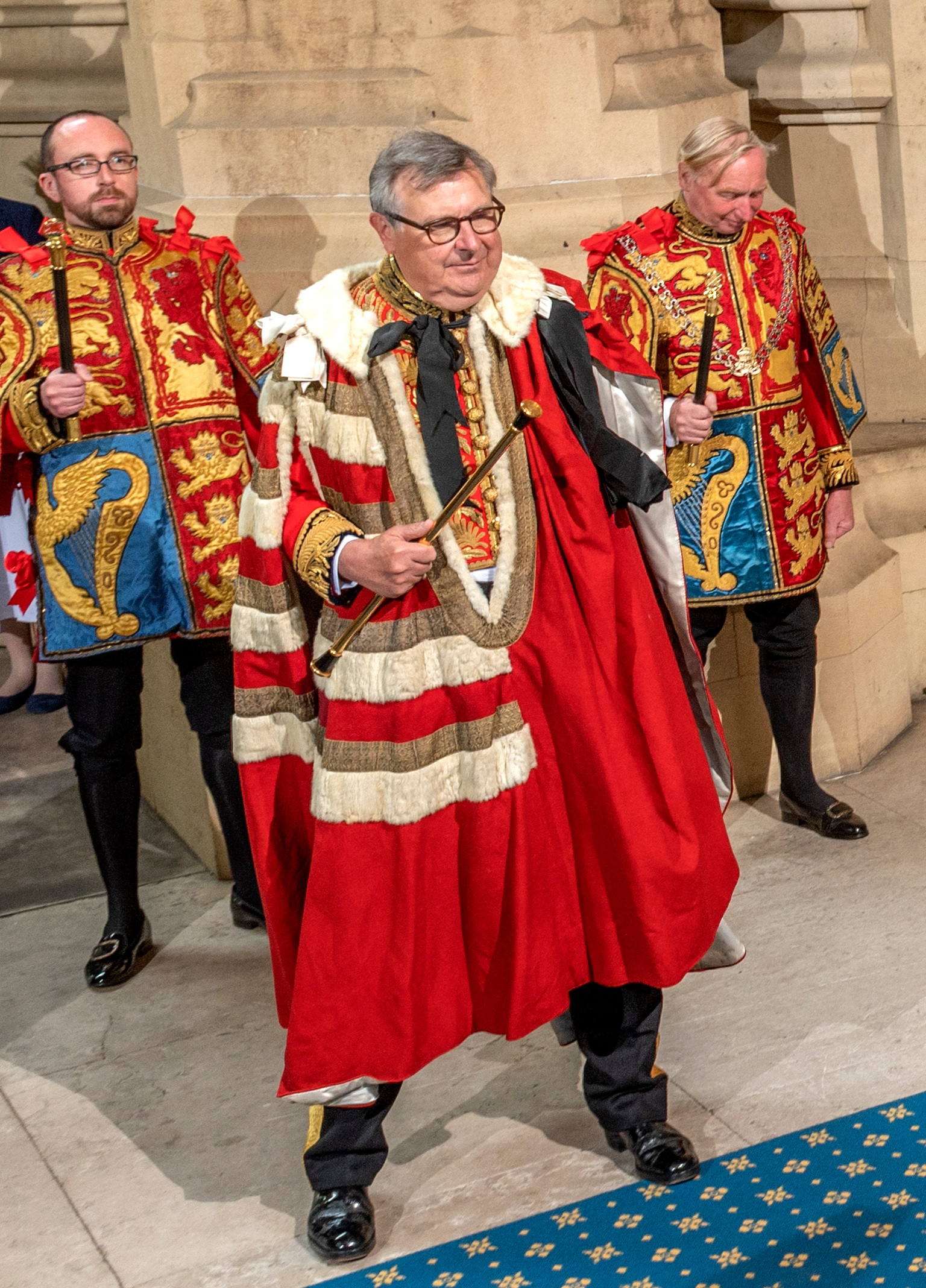
Hertigen av Norfolk iklädd uniformen för Earl Marshal, 2022.

Edward Fitzalan-Howard har studerat vid den katolska privatskolan Ampleforth College samt Lincoln College, Oxford.
När Fitzalan-Howards far dog 2002 blev han utöver hertig även Earl Marshal. Han hade sedan två år tidigare varit dess ställföreträdare. Hertigarna av Norfolk har innehaft ämbetet oavbrutet sedan 1672 och den 18:e hertigens farfars farfars farfars farfars farfars bror Henry Howard, 6:e hertig av Norfolk. Som Earl Marshal är hertigen den högst ansvariga för stora kungliga evenemang som statsbegravningar och kröningar, men även det högtidliga öppnandet av parlamentet. Han har bland annat översett drottning Elizabeth II:s platinajubileum 2022 samt Drottningens statsbegravning senare samma år. Hans största projekt var dock kröningen av Charles III och Camilla som hölls den 6 maj 2023. Det var den första kröningen i Storbritannien sedan 1953 och den första kröningen av en kung sedan 1937.
Hertigen innehar även en ärftlig plats (hereditary peer) i det brittiska överhuset, House of Lords, som en crossbencher (partilös). Han har dock aldrig hållit ett anförande och har bara deltagit i elva voteringar, varav den senaste var 2007.

## Familj och privatliv
Edward Fitzalan-Howard är son till generalen Miles Francis Stapleton Fitzalan-Howard, 17:e hertig av Norfolk och Anne Mary Teresa Constable-Maxwell. Han gifte sig den 27 juni 1987 i Arundel Cathedral med Georgina Susan Gore. Paret fick fem barn, varav den äldste, Henry, är earl av Arundel och hertigdömets förväntade efterträdare. Makarna skiljdes 2022.
- Henry Miles Fitzalan-Howard, Earl av Arundel (född 1987)
- Lady Rachel Fitzalan-Howard (född 1989)
- Lord Thomas Fitzalan-Howard (född 1992)
- Lady Isabel Fitzalan-Howard (född  1994)
- Lord Philip Fitzalan-Howard (född 1996)

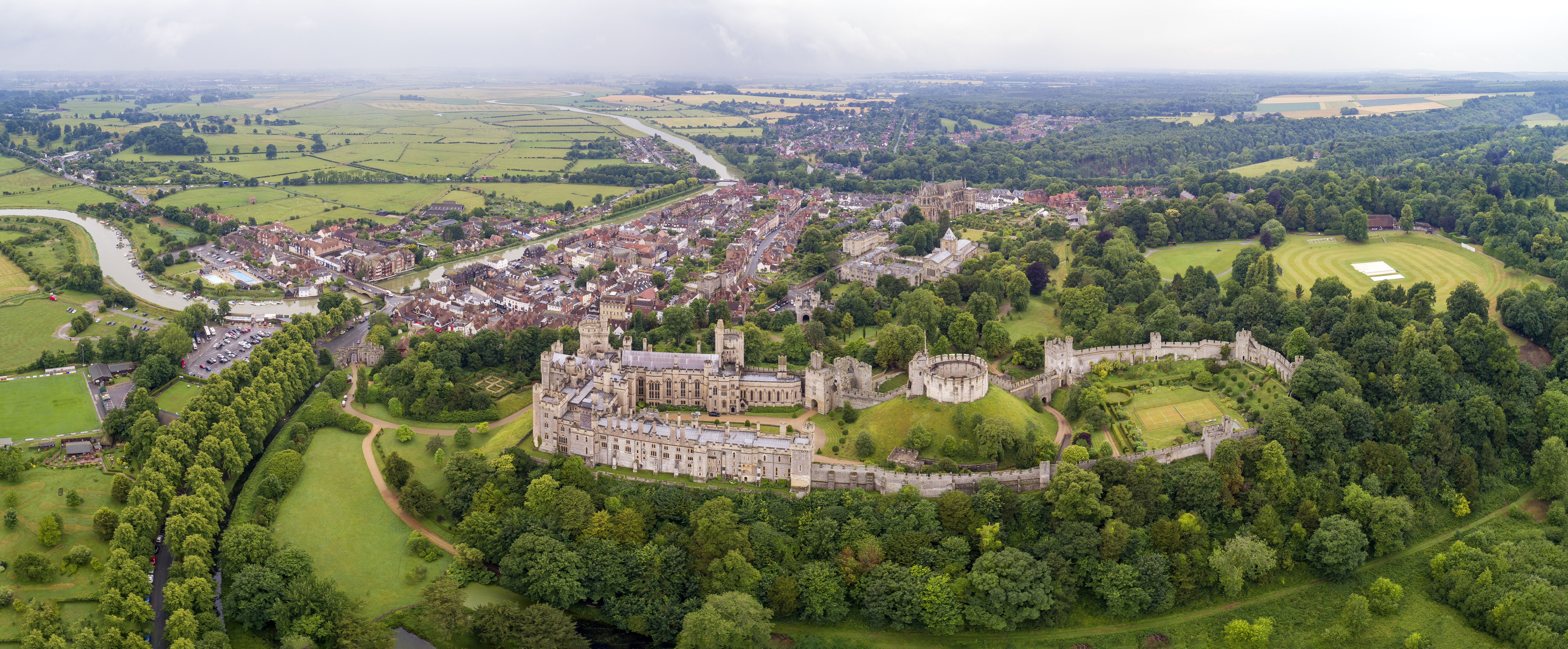
Arundel Castle.

Hertigen av Norfolk är liksom sina företrädare praktiserande katolik och är av Vatikanen erkänd som Englands seniora representant av tron. Han bor i Arundel Castle i West Sussex. Hertigen är huvudman för den uradliga ätten Howard.

## Titlar

Hertigens vapen.

När Fitzalan-Howards far blev baron Beaumont 1971 blev han berättigad till artighetstiteln The Honourable och från 1975 när fadern blev hertig av Norfolk; earl av Arundel. Som hertig tilltalas han Ers Nåd (på engelska Your Grace).
- 2 december 1956 – 31 augusti 1971: Edward Fitzalan-Howard, Esq.
- 31 augusti 1971 – 31 januari 1975: The Honourable Edward Fitzalan-Howard.
- 31 januari 1975 – 24 juni 2002: Earl av Arundel.
- 24 juni 2002 – idag: Hans Nåd Hertigen av Norfolk.

### Lista över pärskap
Hertigen innehar följande pärsvärdigheter:
- 18:e Hertig av Norfolk
- 36:e Earl av Arundel
- 19:e Earl av Surrey
- 16:e Earl av Norfolk
- 13:e Baron Beaumont
- 26:e Baron Maltravers
- 16:e Baron FitzAlan
- 16:e Baron Clun
- 16:e Baron Oswaldestre
- 5:e Baron Howard av Glossop

## Utmärkelser
- Storkorsriddare av brittiska Victoriaorden, 2 juni 2022.[6]